# Pydio
Pydio Cells (bis 2018 schlicht Pydio, bis Ende 2013: AjaXplorer) ist eine freie Software für die Speicherung von Daten (Filehosting) auf einem eigenen Server. Das Projekt wurde im Jahr 2007 von Charles du Jeu initiiert. Pydio kann auch zur kommerziellen Nutzung ohne Zusatzkosten installiert werden. Somit können auch Unternehmen eine eigene Cloud-Infrastruktur ohne Lizenzgebühren aufbauen.
Als Grundlage setzte das Projekt ursprünglich auf PHP auf. 2018 wurde die erste Version der in Go von Grund auf neu geschriebenen und nun Pydio Cells genannten Software veröffentlicht. Wahlweise können Userverwaltung und alle Einstellungen in eine MySQL-Datenbank ausgelagert werden. Pydio kann über eine Weboberfläche und diverse Apps bedient werden und ist dadurch nicht an ein bestimmtes Betriebssystem gebunden. Durch die integrierte WebDAV-Schnittstelle können auch Software-fremde Anwendungen auf die Inhalte des Online-Dateimanagers zugreifen.
Die Installation gestaltet sich einfach und ist auch für Laien mittels der Dokumentation durchzuführen.

## Unterstützte Betriebssysteme
Da der Pydio-Core auf einem Webserver läuft und über alle gängigen Browser aufgerufen werden kann, ist die Software Betriebssystem-unabhängig. Daneben existiert ein Desktop-Synchronisationsclient auf Python-Basis, der in der aktuellen Version auf Windows, macOS und Linux läuft. Für den mobilen Zugriff gibt es jeweils eine App für Android und iOS.

## Unterstützte Dienste
Pydio unterstützt folgende Dienste:
- Dateiablage in Baum-/Verzeichnisstrukturen (auch über WebDAV)
- Verschlüsselte Übertragung per SSL/TLS
- Synchronisation durch ein Desktop-Programm
- Benutzer- und Rollenverwaltung (auch in LDAP-Verzeichnisse auslagerbar)
- Teilen von Dateien und Ordnern mit anderen Benutzern oder über öffentliche URLs
- Texteditor mit Syntaxhervorhebung
- Bearbeitung von Textdokumenten, Tabellenkalkulationen und Präsentationen in OnlyOffice
- Editor für Bilddateien
- Wiedergabe von Audio- und Videodateien
- Einbindung von fremden Speichern, wie z. B. Amazon S3, FTP oder MySQL-Datenbanken
- Apps für mobile Plattformen[10]

Da die Software modular aufgebaut ist, lässt sie sich durch ein Plugin-System um beliebige Funktionalitäten erweitern.